# Fontein van Genève

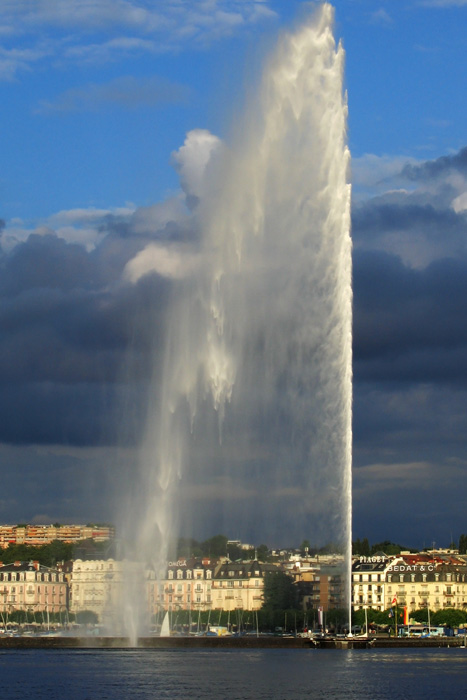
De fontein van Genéve

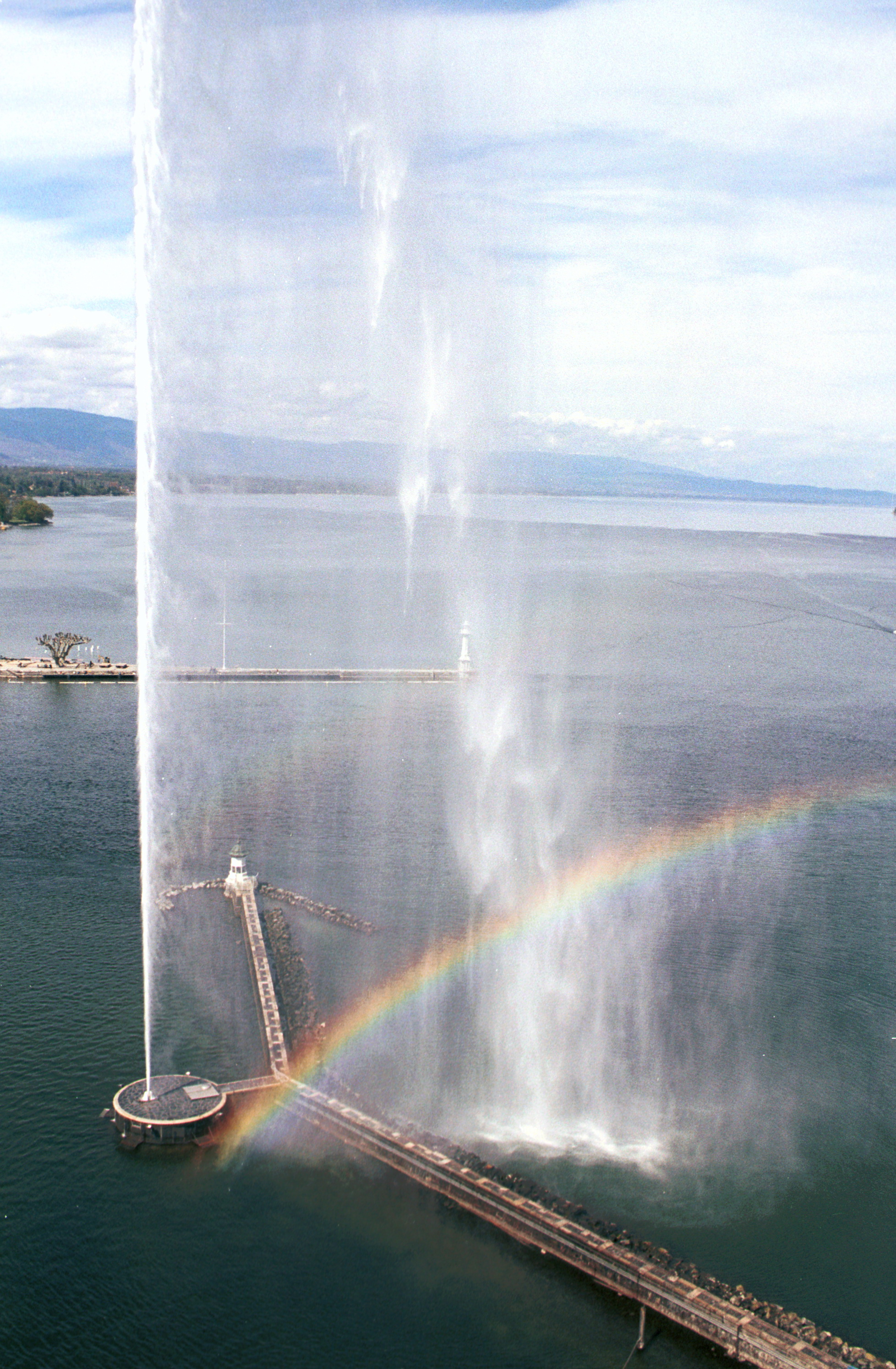
De fontein en het wandelpad erlangs

De fontein van Genève (Frans: Jet d'eau) is een 140 meter hoge fontein nabij Genève. Het is een van 's werelds grootste fonteinen en een belangrijk herkenningspunt van de stad. De fontein is gelegen op de plek waar het Meer van Genève overgaat in de Rhône. De fontein is vanuit vrijwel iedere plek in de stad zichtbaar.

## Specificaties
Per seconde wordt er tot vijfhonderd liter water omhoog gespoten door middel van twee pompen. Als het water de pijp verlaat heeft het een snelheid van om en bij de 200 km/h. De hoogte is 140 meter. De installatie staat in een verhoogd bassin waaruit het water onttrokken wordt. Om de fontein zijn 12 lampen geplaatst van in totaal 9000 watt, die de fontein 's avonds verlichten. Hierbij kan met speciale kleurenfilters de fontein verschillende kleuren worden verlicht

## Geschiedenis
Een klein beetje stroomafwaarts van zijn huidige locatie werd in 1886 de eerste Jet d'eau geïnstalleerd als veiligheidsklep van een waterkrachtcentrale. Ze kon een hoogte van ongeveer 30 meter bereiken.In de 19de eeuw werden machines, in Genève vooral de horloge industrie, aangedreven door waterkracht. Als de machines even geen aandrijving nodig hadden werd de overdruk afgevoerd naar het meer. Reeds spoedig kwam de esthetische erkenning en naar aanleiding van de 600e verjaardag van de Zwitserse Confederatie in 1891 werd de fontein verplaatst naar de huidige plek, toen spoot de fontein al 90 meter hoog. Het huidige model werd in 1951 geïnstalleerd. De eerste pompen werden geleverd door een beroemde machinefabriek uit Genève Charmilles Technologies. 

## Trivia
- Langs de fontein loopt een pier en wandelaars kunnen tot vlak bij de fontein komen. Afhankelijk van de windrichting krijgen ze het water over zich heen.
- De fontein staat overdag aan en in de zomermaanden (of bij speciale gelegenheden) ook 's avonds.

## Andere fonteinen
- In de haven van Saoedische stad Jeddah staat de Fontein van Koning Fahd. Deze spuit 312 meter hoog.
- In de haven van de stad Pakistaanse stad Karachi staat een soortgelijke fontein. Deze zou 190 meter gehaald hebben.
- In Fountain Hills in Arizona staat een fontein die geïnspireerd is op de fontein van Genève.